# Hoplocampa fulvicornis
Hoplocampa fulvicornis är en stekelart som först beskrevs av Georg Wolfgang Franz Panzer 1801.  Hoplocampa fulvicornis ingår i släktet Hoplocampa, och familjen bladsteklar. Arten är reproducerande i Sverige.